# 亞美尼亞—以色列關係
亚美尼亚-以色列关系是亚美尼亚和以色列之间的双边关系。从1993年到2007年，以色列驻格鲁吉亚大使馆为亚美尼亚提供服务。1996年，索拉克·蒙坚被任命为亚美尼亚驻耶路撒冷名誉领事。11年后，以色列驻亚美尼亚大使馆迁址到耶路撒冷。2010年10月，什米尔·梅罗姆被任命为以色列驻亚美尼亚大使。阿曼·梅尔科尼安2012年被任命为亚美尼亚驻以色列大使，在开罗有住所。当年10月，梅尔科尼安向以色列总统西蒙·佩雷斯递交了国书。2019年9月21日，亚美尼亚宣布将在以色列开设大使馆。尽管两国关系友好，但在2020年的纳戈尔诺-卡拉巴赫战争中，由于以色列向亚美尼亚的敌人阿塞拜疆提供武器，亚美尼亚撤回了驻以色列大使后，两国关系恶化。

## 外交关系
自1991年亚美尼亚从苏联独立以来，以色列和亚美尼亚一直保持着外交关系。1993年至2007年，亚美尼亚驻以色列外交使团设在格鲁吉亚，但索拉克·蒙坚在1996年被任命为亚美尼亚驻耶路撒冷名誉领事。
亚美尼亚人对以色列进行了几次高层访问。亚美尼亚前总统罗伯特·科恰良于2000年1月访问以色列，会见了包括以色列前总理埃胡德·巴拉克在内的以色列高级官员。两国承诺加强关系，并签署了卫生和双边投资协议。2003年，所有亚美尼亚人的天主教徒领袖卡列柯二世拜访了以色列的德系犹太人首席拉比约纳·梅茨格。梅茨格接受了卡列柯在2005年访问亚美尼亚的邀请，他的访问包括参观位于埃里温的种族灭绝纪念馆。在纪念仪式上，他正式承认了亚美尼亚的种族灭绝。2014年，什米尔·梅罗姆（居住在耶路撒冷的以色列驻亚美尼亚大使）表示，以色列愿意尽快向亚美尼亚提供免签证待遇，首先是外交护照持有者。
两国关系在2020年9月恶化。为了回应以色列在2020年纳戈尔诺-卡拉巴赫冲突中对阿塞拜疆的持续军事支持，亚美尼亚召回了其驻以色列大使。阿尔察赫共和国总统的阿拉伊克·阿鲁秋尼扬指责以色列参与了“种族灭绝”。
| 日期       | 地点     | 注释 |
| ---------- | -------- | --- |
| 1994年12月 | 以色列   | 亚美尼亚外交部长瓦汉·帕帕齐安来访。 |
| 1995年2月  | 以色列   | 亚美尼亚总统罗伯特·科恰良访问。 |
| 1998年10月 | 以色列   | 亚美尼亚外交部长瓦尔丹·奥斯卡尼亚访问。 |
| 2000年1月  | 耶路撒冷 | 亚美尼亚总统罗伯特·科恰良会见了以色列总理埃胡德·巴拉克、总统埃泽尔·魏茨曼、以色列议会议长亚伯拉罕伯格、内政部长纳坦·夏兰斯基和耶路撒冷市长埃胡德·奥尔默特。 |
| 2005年11月 | 埃里温   | 以色列首席拉比约纳·梅茨格访问亚美尼亚并宣布以色列犹太社区承认亚美尼亚的种族灭绝。                                                                           |
| 2011年8月  | 埃里温   | 以色列外交官和亚美尼亚外交官会晤，讨论两国关系。 |
| 2012年4月  | 埃里温   | 以色列农业部长奥里特·诺德会见了亚美尼亚总理季格兰·萨尔基相和农业部长塞尔戈·卡拉佩特。                                                                       |
| 2013年7月  | 埃里温   | 亚美尼亚总统谢尔日·萨尔基相会见了专门研究种族灭绝问题的以色列历史学家亚伊尔·奥伦。                                                                          |

## 经济关系及旅游
自独立以来，亚美尼亚一直得到以色列的支持，是以色列的贸易伙伴之一。亚美尼亚航空每周有两次飞往以色列的航班，亚美尼亚期待着以色列游客的增加。

## 亚美尼亚人在以色列

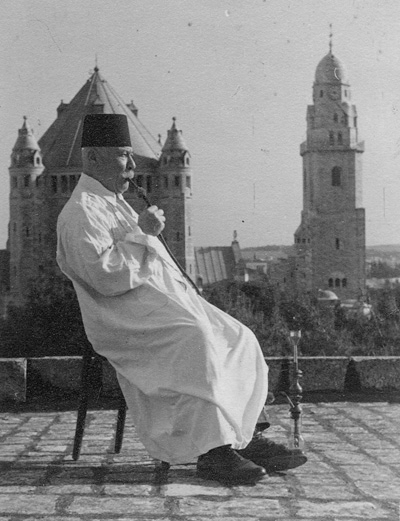
以色列的亚美尼亚牧师

亚美尼亚人已经在黎凡特生活了大约2000年。根据约夫·洛夫（耶路撒冷希伯来大学亚美尼亚语和历史讲师）的说法，亚美尼亚人在耶路撒冷的存在可以追溯到公元301年，这要归功于耶路撒冷的亚美尼亚牧首（可追溯到使徒时代）。公元前一世纪，在提格兰二世的统治下，亚美尼亚达到了它的巅峰时期，成千上万的犹太人被驱逐到亚美尼亚。以色列是耶路撒冷老城亚美尼亚人居住区的所在地。耶路撒冷的亚美尼亚牧首建立于638年，位于耶路撒冷旧城四个区中最小的亚美尼亚区。根据2006年的一项研究，有790名亚美尼亚人居住在旧城。最早提到亚美尼亚人和犹太人的是法国旅行家奥布里·德拉·莫特拉伊在1723年出版的《穿越欧洲、亚洲及非洲部分地区》一书中，他在书中写道，亚美尼亚人和犹太人“被认为比奥斯曼帝国的希腊人更诚实”。
1948年第一次中东战争期间，大约有25000名亚美尼亚人居住在巴勒斯坦，但大多数人在随后的暴力冲突中逃离了该地区。在以色列建国后，大部分剩余的亚美尼亚人都加入了以色列国籍，并定居在旧城的亚美尼亚人区。
20世纪90年代初，出于地缘政治原因，以色列在第一次纳戈尔诺-卡拉巴赫战争中向阿塞拜疆提供了武器和弹药；这是考虑到伊朗伊斯兰共和国的威胁。据《土耳其周刊》报道，以色列和亚美尼亚之间的关系因冲突而恶化。阿塞拜疆的犹太人也有部分责任，因为他们在亚美尼亚社会中散布阴谋论。
2009-2011年，《耶路撒冷邮报》报道了哈勒迪耶希瓦学院的学生与亚美尼亚基督徒发生口角的事件。耶路撒冷地区警方回应说:“所有相互攻击的投诉都将受到最严厉的对待....不止一起案件以起诉和驱逐参与攻击的神职人员而告终。与三年前相比，相互之间发生口角的频率大幅下降。”
耶路撒冷的亚美尼亚牧首（一个独立的、自治的基督教领袖，可追溯到使徒时代）努尔汗·马努吉安在2013年说:“如果以色列承认亚美尼亚的种族灭绝，它不会是世界末日。”他进一步声称，在耶路撒冷的亚美尼亚人被当作三等公民对待。

## 文化

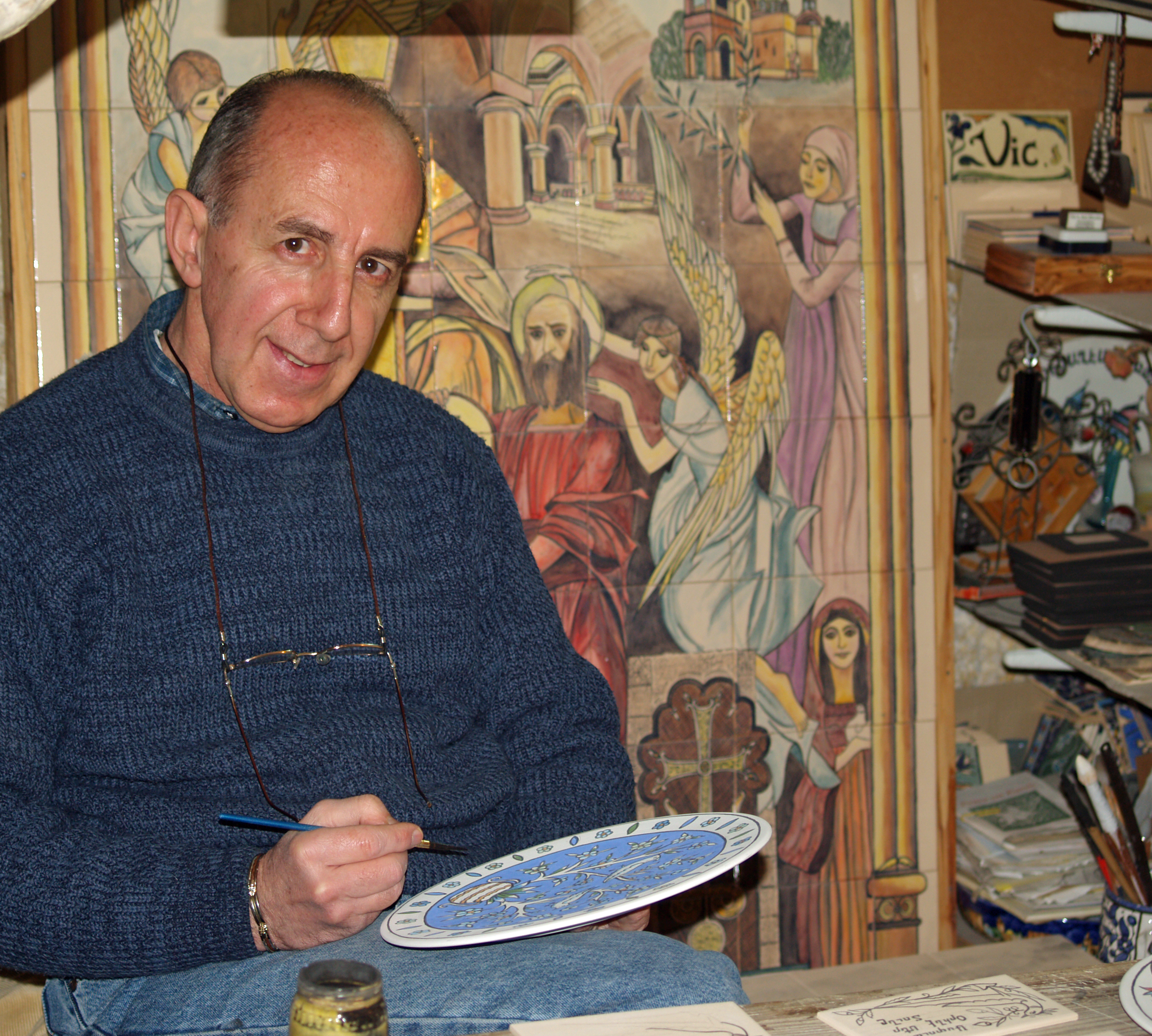
耶路撒冷的亚美尼亚陶艺家

亚美尼亚以色列人是拥有以色列公民权的亚美尼亚人。有3000名亚美尼亚人居住在以色列，其中1000人居住在耶路撒冷的亚美尼亚人居住区。大约有一千名亚美尼亚以色列人拥有以色列国籍，主要居住在耶路撒冷、特拉维夫和海法。希伯来大学非洲和亚洲研究所设立了一个亚美尼亚研究方案，专门研究亚美尼亚语言、文学、历史和文化以及亚美尼亚种族灭绝。

## 耶路撒冷旧城的亚美尼亚人区
根据犹太虚拟图书馆的说法，“亚美尼亚区保存完好。圣詹姆斯修道院是一个由几座教堂组成的综合体，有开放的空间和覆盖着各种绿色植物的花园。隔壁的主教楼是一个令人印象深刻的结构，包括主教的住所，金色浮雕的王座室和几个办公室。在它的大门后面，修道院有一个牧师宿舍，一个图书馆，一个博物馆，印刷机，小学和高中和住宅，青年和社会俱乐部，穷人和主教的雇员的住所。目前神学院位于修道院外面，正对着正门。”
耶路撒冷的一些艺术遗产受到了亚美尼亚陶瓷和瓷砖绘画的影响。

## 亚美尼亚的犹太人社区

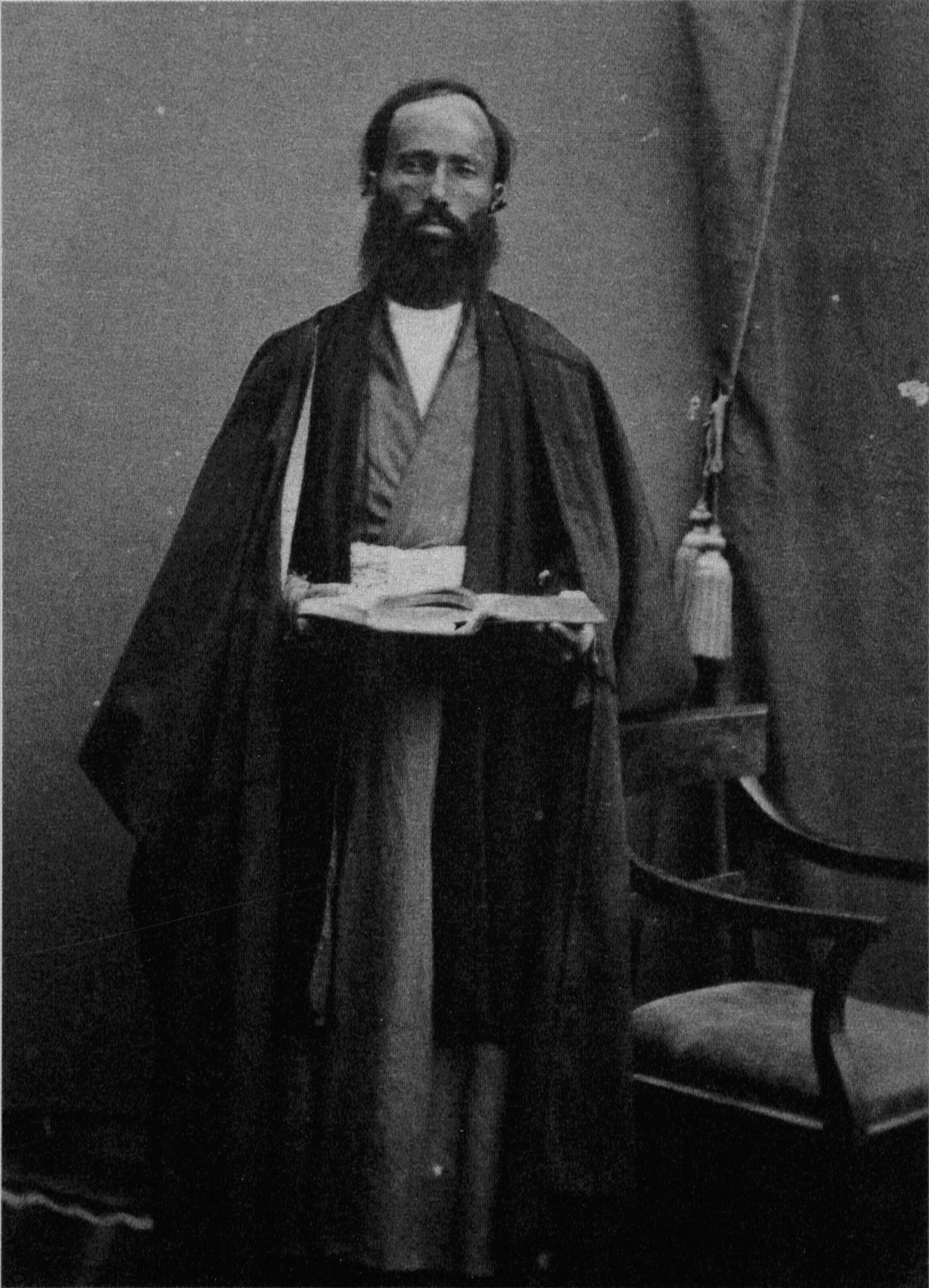
1900年左右在亚美尼亚的犹太人

在1996年中世纪犹太人墓地被发现之前，人们普遍认为在近代之前，亚美尼亚没有犹太人。一个由亚美尼亚和以色列历史学家和考古学家组成的团队挖掘了最初发现的地点，又发现了64个坟墓。据确定，亚美尼亚的犹太人社区至少可以追溯到13世纪。姆克爾強主教是第一个发现这个墓地的人，他说:“在那个时候，你无法想象一个国家……在欧洲，要么帮助建立了犹太人定居点，要么没有摧毁它……他们能够聚集亚美尼亚犹太人在文化和建筑上的象征意义，真是不可思议……他们紧密相连，在蒙古人统治时期建立了最强大的王国之一。”
历史学家推测，第一批犹太人是在耶路撒冷第一圣殿被毁后不久抵达亚美尼亚的。他们与亚美尼亚基督教徒生活相对和平，反犹事件比较少。许多人在1948年以色列建国后移民到以色列，据估计2002年亚美尼亚的犹太人不到1000人。
除了住在塞万附近的苏博特尼克之外，一个800人的俄罗斯化犹太社区正式留在亚美尼亚，主要在埃里温。亚美尼亚犹太人社区的负责人说，当她遇到来自前苏联其他地区的犹太人时，她总是为亚美尼亚感到骄傲:“我们总是宣称亚美尼亚从来没有反犹主义，亚美尼亚是犹太人生活的好地方，更重要的是，亚美尼亚在政治和社会方面是一个相当稳定的国家。”亚美尼亚的第一起反犹事件发生在2004年9月，当时埃里温的联合悲剧纪念馆在亚美尼亚历史上首次遭到亵渎。
2004年10月23日，亚美尼亚负责少数民族和宗教事务的部门负责人哈拉里扬指责以色列领导人对非犹太人不宽容，以回应一名犹太学生在耶路撒冷举行的宗教游行中与耶路撒冷的大主教努汗·曼努日发生口角的事件。这名学生最终向大主教道歉。2012年访问亚美尼亚时，以色列农业部长奥瑞特·诺克说:“我们的国家有很多相似性，比如说我们的历史、国民性格、人口少以及在国外有社区。”

## 对亚美尼亚种族灭绝的立场

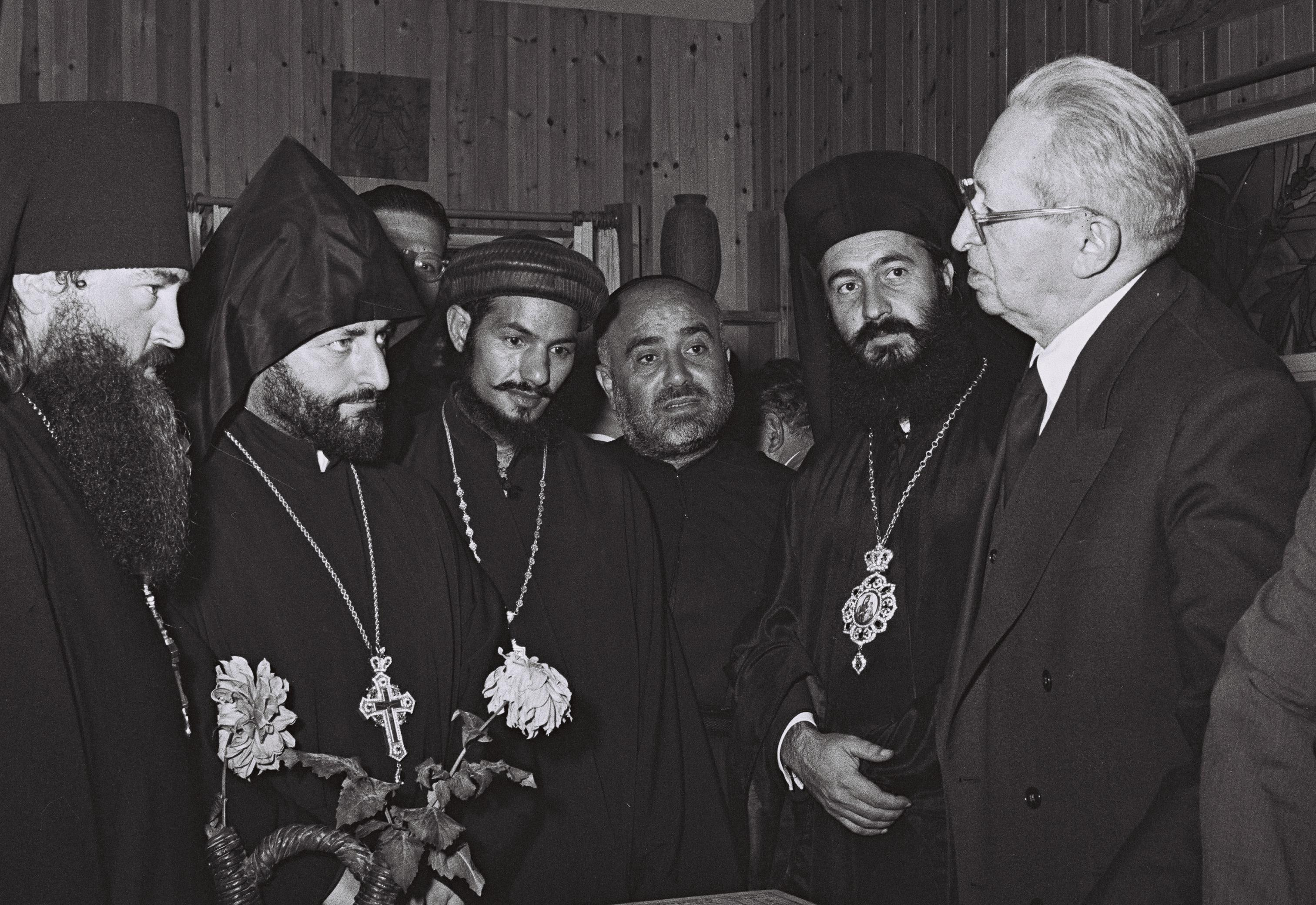
1958年伊扎克·本-兹维总统与以色列境内的希腊和俄罗斯东正教、亚美尼亚、科普特和马龙派教会的领导人会面

以色列没有正式承认亚美尼亚的种族灭绝。1991年亚美尼亚从苏联独立后的几年里，承认种族灭绝成为以色列辩论的主题。土耳其警告称，如果以色列或美国的将这一事件定性为种族灭绝，这就会损害土耳其与以色列的关系。2008年10月，在梅雷兹主席哈伊姆·奥伦的敦促下，以色列议会投票决定召开一个议会委员会，讨论亚美尼亚种族灭绝事件，并随后召开了外交和国防委员会会议。土耳其政府继续游说，阻止以色列进一步承认大屠杀。据《耶路撒冷邮报》报道，“许多以色列人渴望他们的国家承认这次种族灭绝”。2011年夏天，以色列议会就这个问题举行了第一次讨论。以色列议会以20票对0票的一致通过了教育、文化和体育委员会应以色列议会成员扎哈瓦·加尔隆的要求就该问题举行公开会议；由于政治原因，以色列内阁部长、总理本雅明•内塔尼亚胡的亲密盟友吉拉德•埃尔丹提出的一项法案未能获得通过。该法案的支持者之一、以色列议会议长鲁文·里夫林说:“作为犹太人和以色列人，我有责任认识到其他民族的悲剧。”里夫林对一个设在以色列的亚美尼亚行动委员会说，他打算每年召开一次议会会议，纪念亚美尼亚的种族灭绝事件。
耶路撒冷的亚美尼亚人认为，否认种族灭绝是由于害怕损害与土耳其的外交关系。专门研究大屠杀和种族灭绝问题的以色列历史学家、学者和专家亚伊尔·奥伦说，以色列担心这会损害其目前与土耳其的贸易关系，并希望保留大屠杀的独特性。
2001年，时任以色列外交部长的西蒙·佩雷斯称亚美尼亚的种族灭绝“毫无意义”。耶路撒冷大屠杀和种族灭绝问题研究所执行主任回应说:“似乎由于你希望推进与土耳其非常重要的关系，你已准备回避1915-1920年亚美尼亚种族灭绝的主题……也许从你对以色列国家需要的广阔视角来看，你有义务回避并停止向土耳其提出这个问题。”
2008年，出生于阿塞拜疆的前以色列国会议员约瑟夫·沙格尔在接受阿塞拜疆新闻媒体采访时说:“我认为将二战期间欧洲犹太人的大屠杀与一战期间亚美尼亚人民的大规模灭绝相提并论是非常无礼的，甚至是亵渎。”犹太人被杀只是因为他们是犹太人……与亚美尼亚人的情况主要不同，亚美尼亚人是为了建立国家和民族独立，于是土耳其的亚美尼亚人站在与土耳其交战的俄罗斯帝国一边”。